# Chevrolet Chevelle
Chevrolet Chevelle – samochód osobowy klasy wyższej produkowany pod amerykańską marką Chevrolet w latach 1963 – 1977.

## Pierwsza generacja

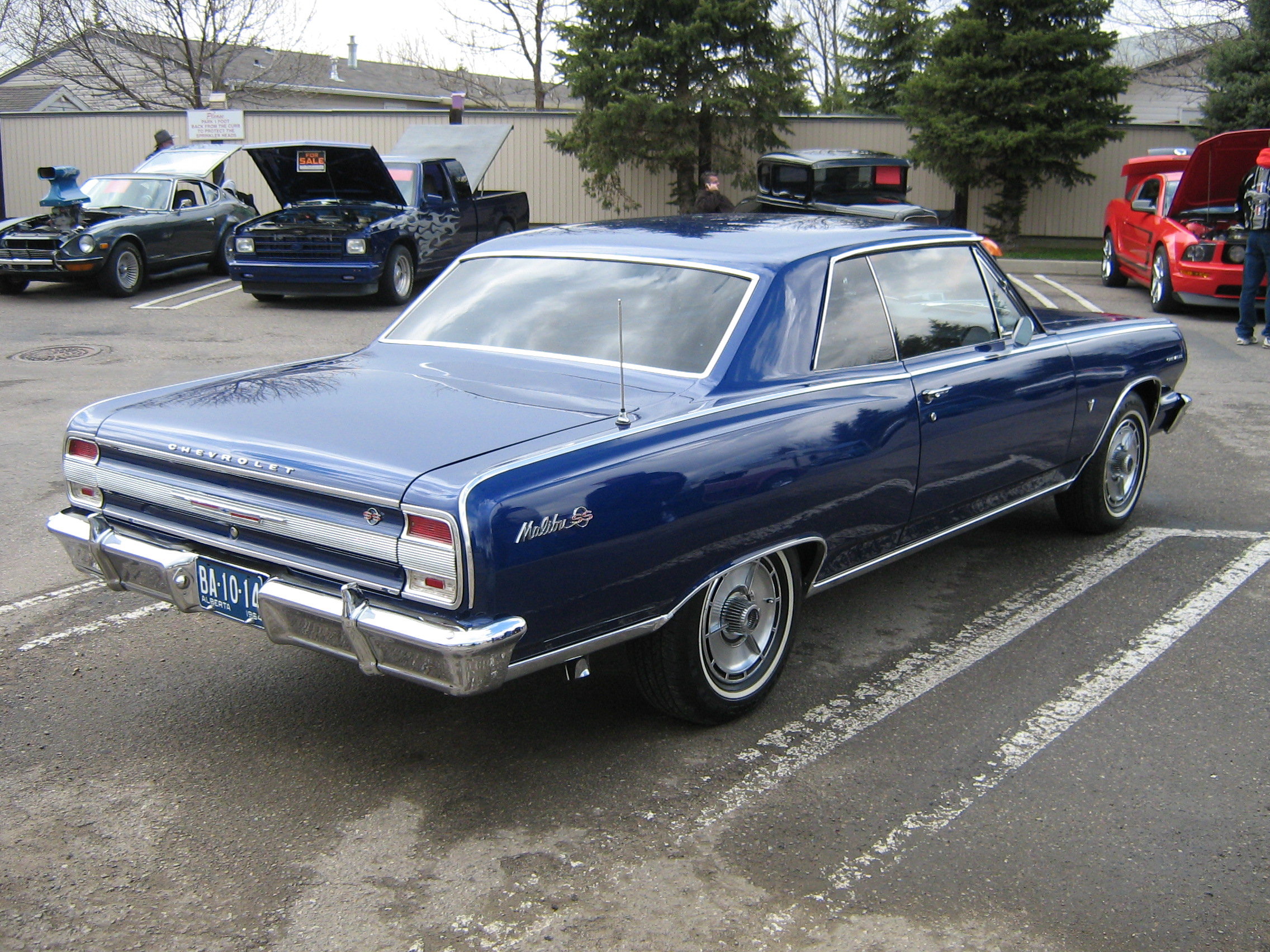
Chevrolet Chevelle I - tył

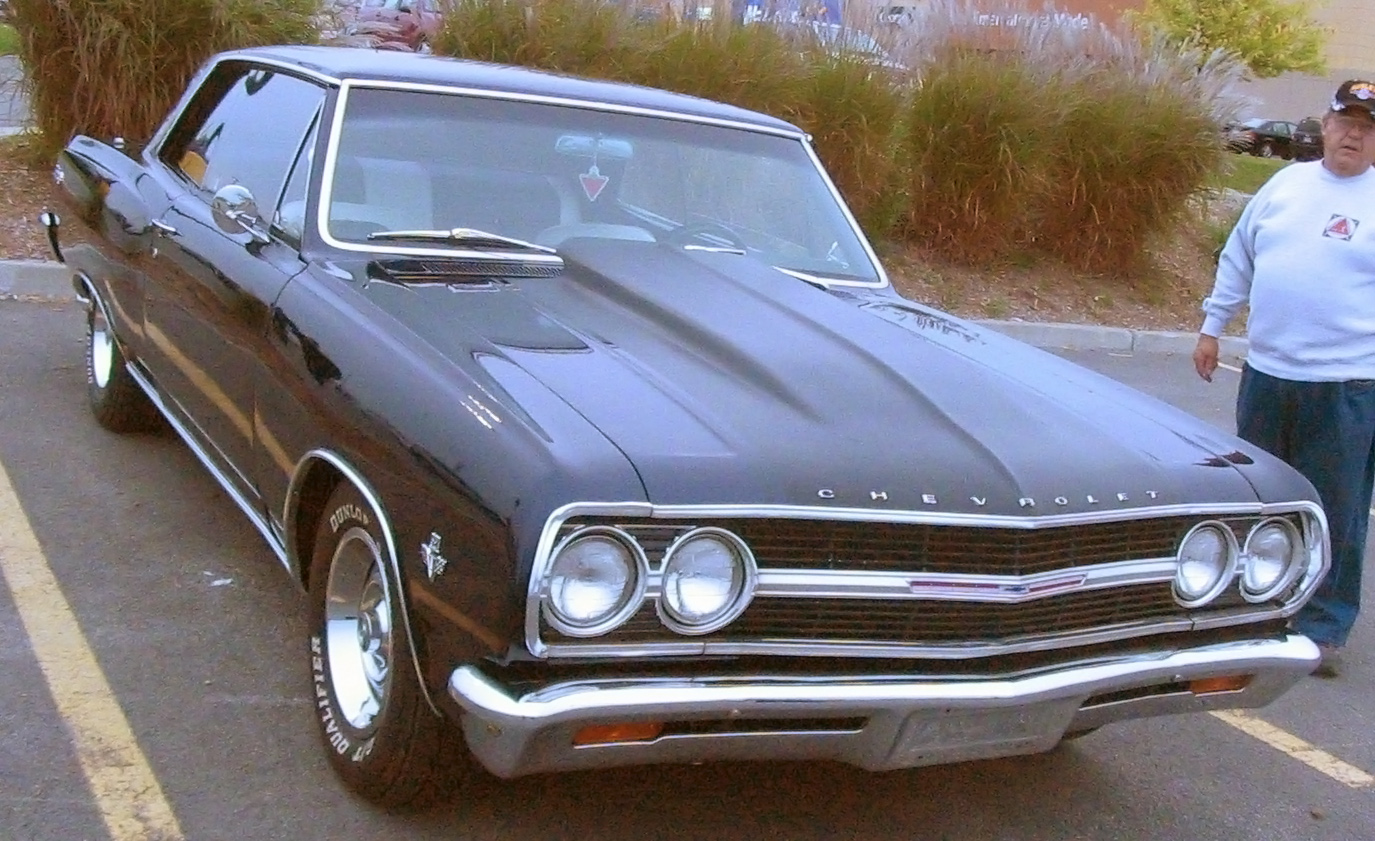
Chevrolet Chevelle I po pierwszym liftingu

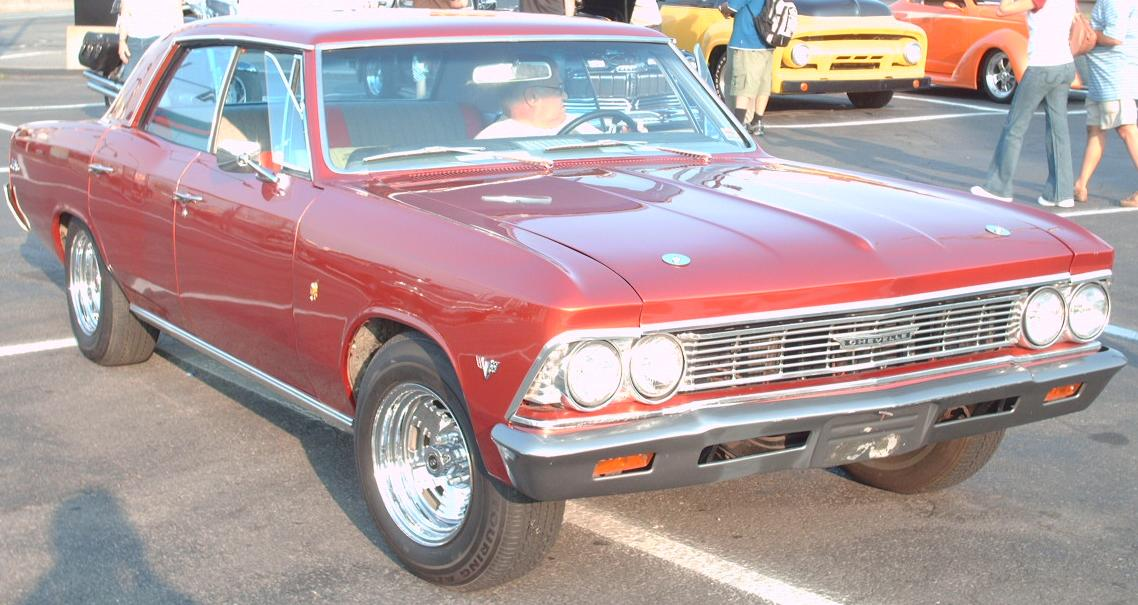
Chevrolet Chevelle I po drugim liftingu

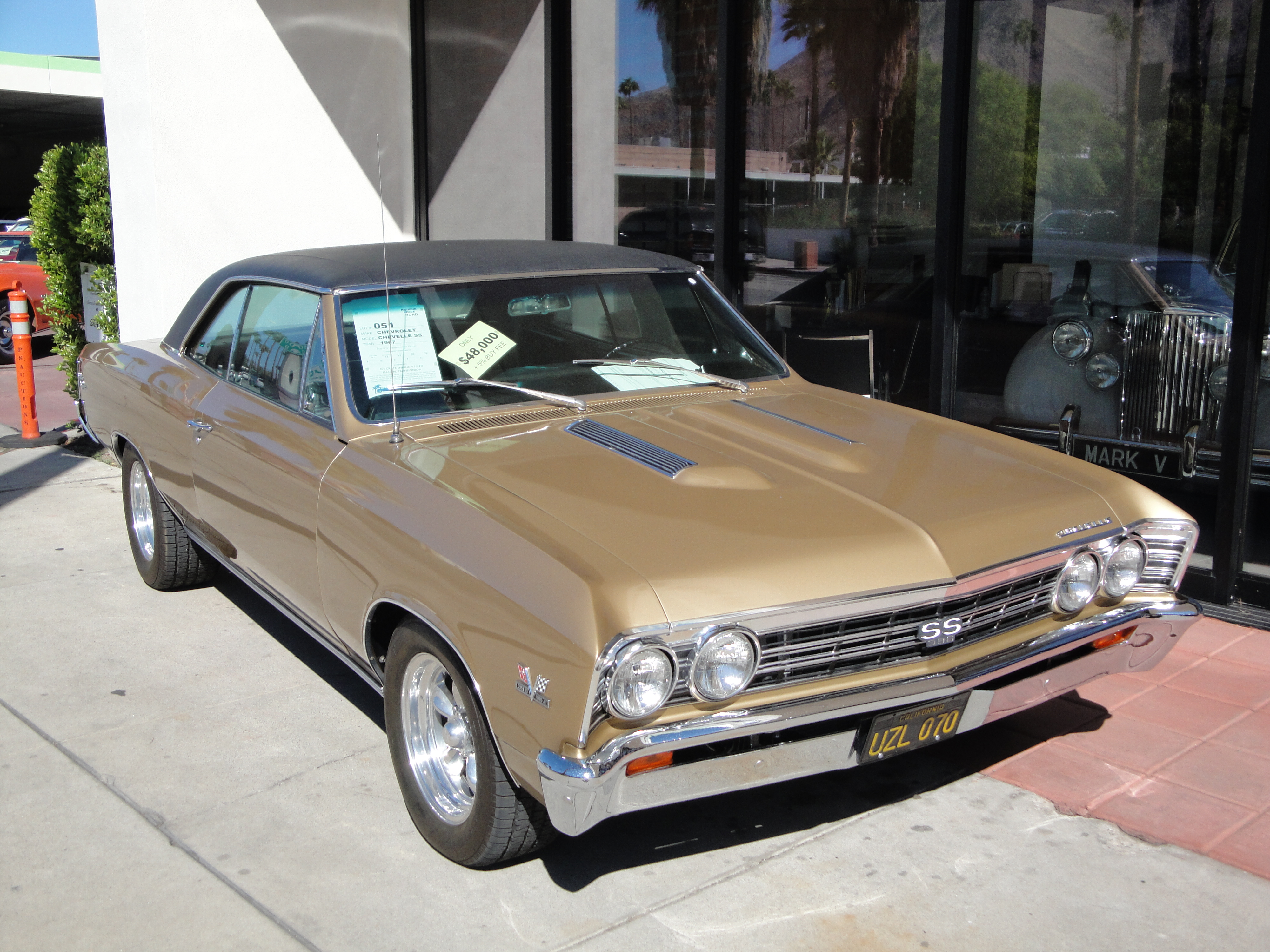
Chevrolet Chevelle SS I po trzecim liftingu

Chevrolet Chevelle I został zaprezentowany po raz pierwszy w 1963 roku.
Model Chevelle poszerzył ofertę Chevroleta jako większa, przestronniejsza i bardziej komfortowa alternatywa dla Chevy'ego II. Samochód miał za zadanie konkurować zarówno z konstrukcjami Forda i Dodge'a, jak i American Motors. Pierwsza generacja Chevelle charakteryzowała się stonowanymi kształtami nadwozia z jednolicie poprowadzonymi przetłoczeniami, a także wąską, chromowaną atrapą chłodnicy połączoną z podwójnymi, okrągłymi reflektorami.

### Restylizacje
Podczas trwającej 5 lat produkcji pierwszej generacji Chevroleta Chevelle, samochód przeszedł trzy obszerne restylizacje wraz z każdym kolejnym rokiem produkcji. Pierwsza przyniosła modyfikacje w atrapie chłodnicy, za to najbardziej obszerna okazała się ta z 1966 roku, w ramach której zmieniło się ukształtowanie błotników i ulokowanie reflektorów. Rok później samochód przeszedł ewolucyjne zmiany, głównie w wyglądzie atrapy chłodnicy.

### Chevelle SS
Oznaczenie SS odnosiło się wyłącznie do wersji coupé i kabriolet w topowym, wyczynowym wariancie. Do napędu użyto silników V8: 283 i 327 (nazwy pochodzą od pojemności silnika w calach sześciennych) o mocach od 195 do 300 KM. Od następnego roku zaczęto oferować silnik 327 o mocy 350 KM i V8 "big block" 396 o mocy 375 KM. Na rok modelowy 1966, przygotowano całkowicie odświeżone nadwozie o klasycznym wyglądzie.
Zmieniono pas przedni, tylny, linię boczną z bardziej poziomo ustawionymi tylnymi słupkami bocznymi. Model nazwano Chevrolet Chevelle SS396 od pojemności silników typu L34 i L78, dostępnych w wariantach mocy od 325 do 375 KM. W roku 1967 znów zmieniono pas przedni i tylny, lecz reszta bryły pozostała niezmieniona. Z oferty zniknął wariant silnikowy o mocy 375 KM, tak więc najmocniejszy miał 350 KM.

### Silniki
- L6 3.2l Chevrolet
- L6 3.8l Chevrolet
- L6 4.1l Chevrolet
- V8 4.6l Small-Block
- V8 5.4l Small-Block
- V8 6.5l Big-Block

## Druga generacja

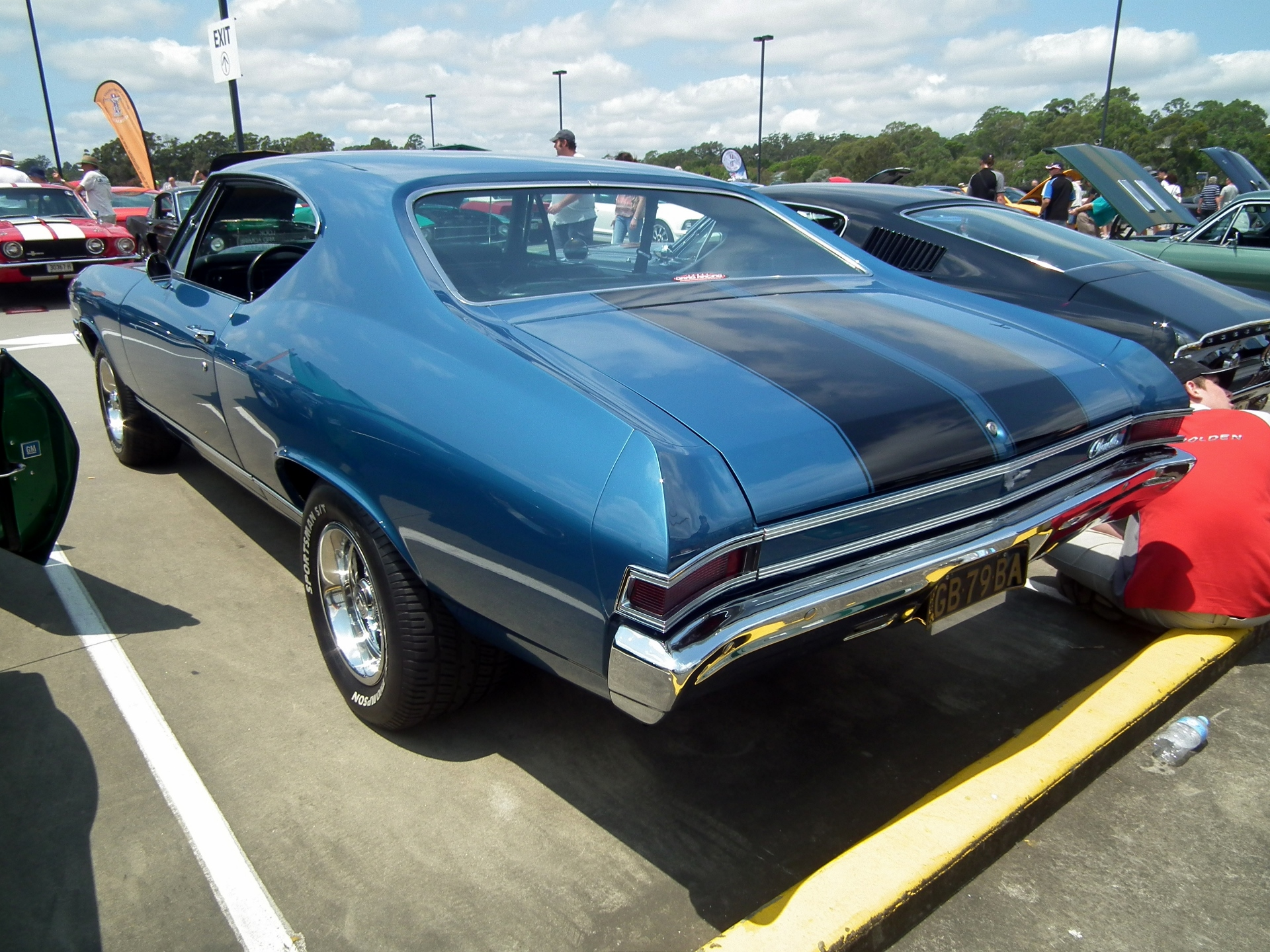
Chevrolet Chevelle II - tył

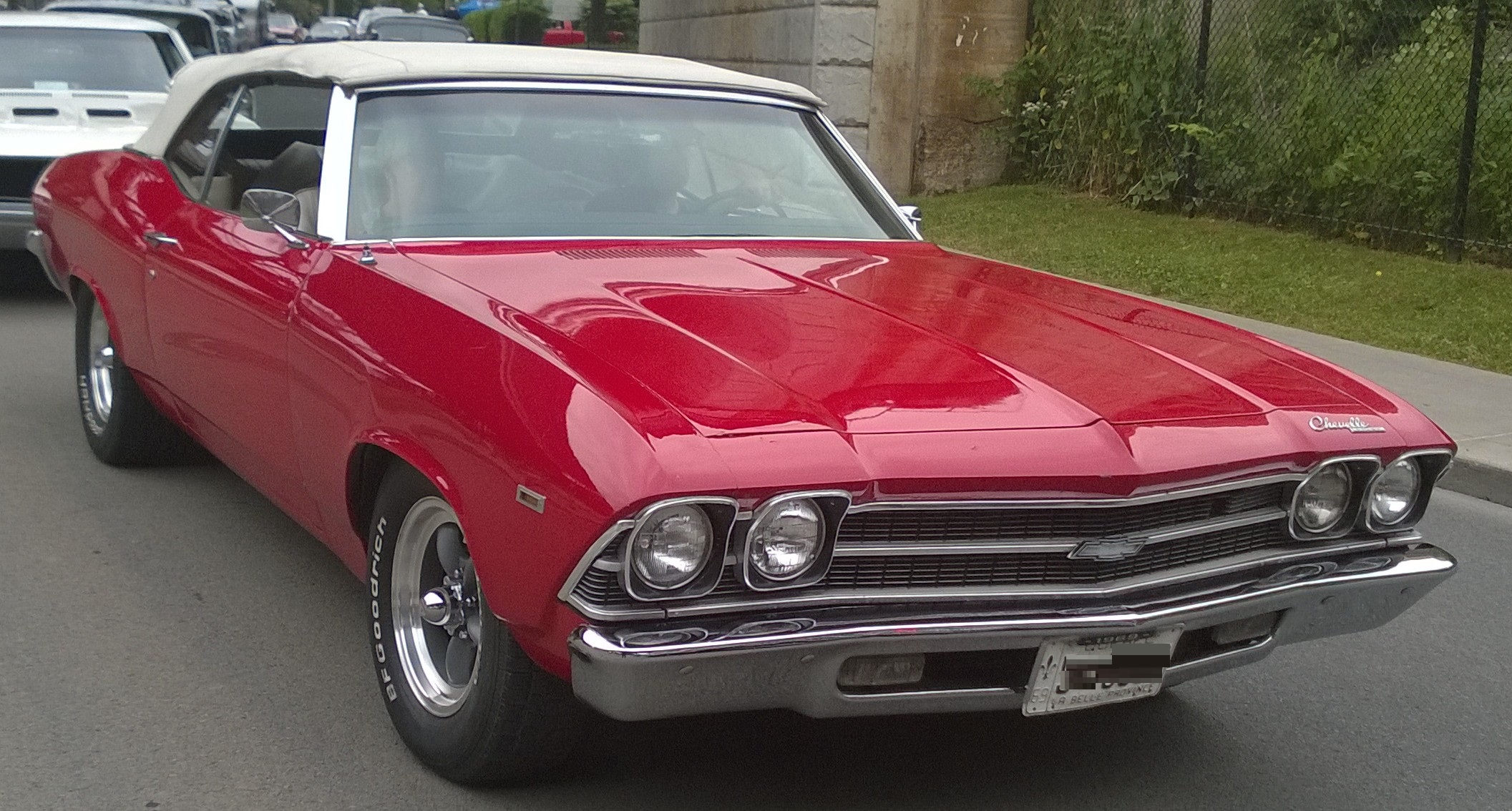
Chevrolet Chevelle II po pierwszym liftingu

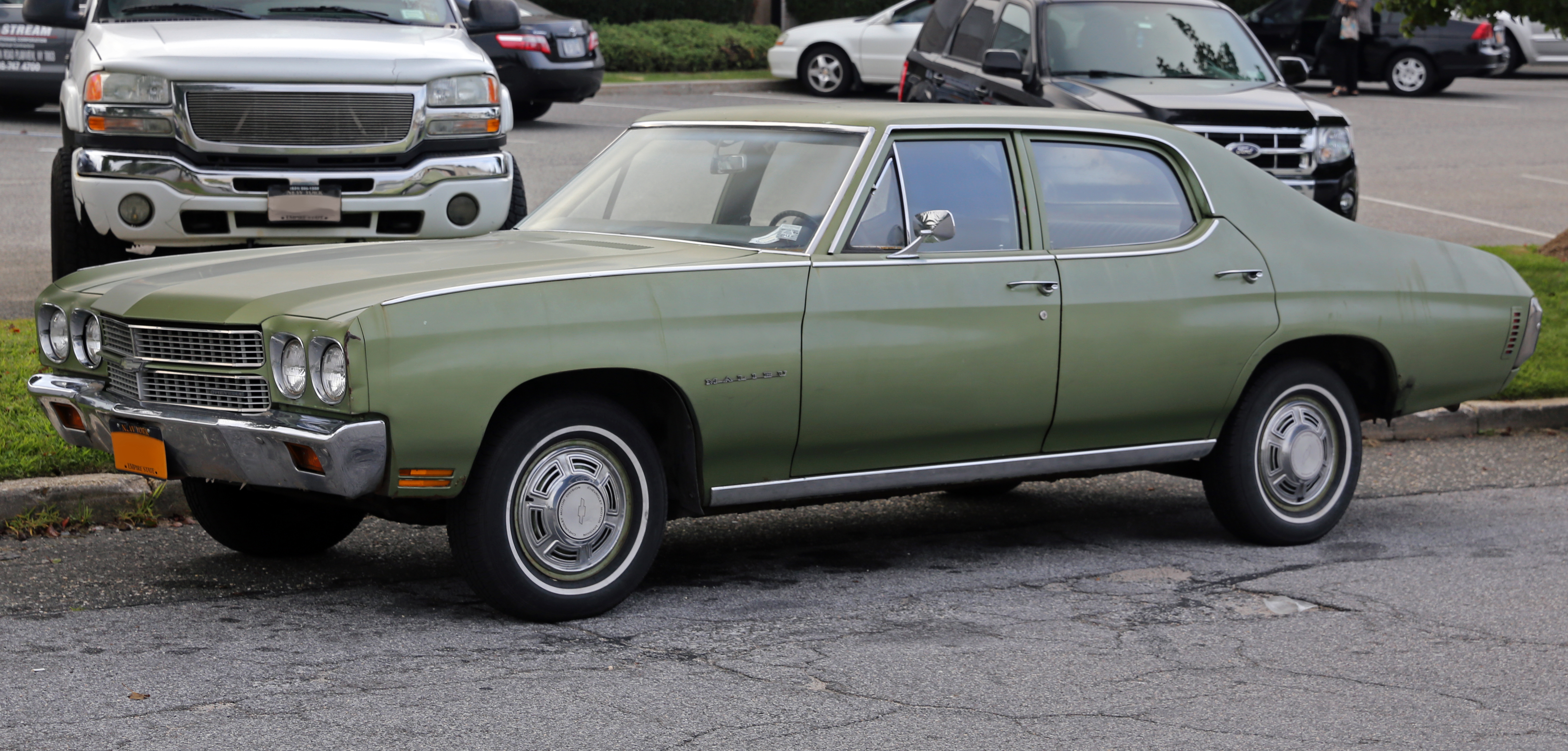
Chevrolet Chevelle II po drugim liftingu

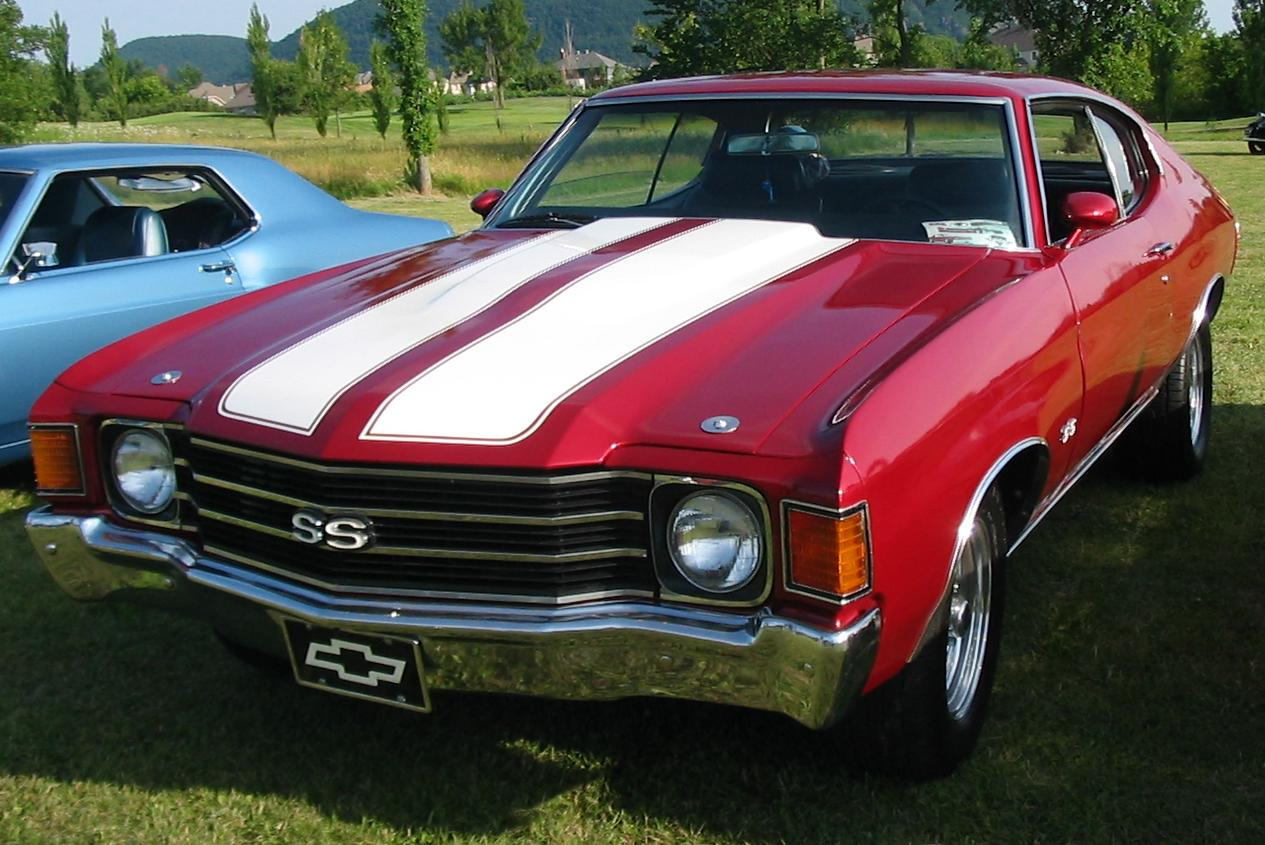
Chevrolet Chevelle SS II po trzecim liftingu

Chevrolet Chevelle II został zaprezentowany po raz pierwszy w 1967 roku.
Druga generacja modelu rozwinęła pod kątem stylistycznym projekt z poprzednika, zyskując charakterystyczne, ścięte pod kątem błotniki łączące się z położoną pod kątem atrapą chłodnicy i podwójnymi, okrągłymi reflektorami. Innym charakterystycznym akcentem stało się wyraźne wybrzuszenie na atrapie chłodnicy, także wyraźnie pozbawiona wyraźniejszych przetłoczeń karoseria.

### Restylizacje
Podobnie jak poprzednik, z każdym kolejnym rokiem produkcji drugiej generacji Chevelle samochód przeszedł restylizacje. W czasie, gdy pierwsza przeprowadzona w 1968 roku przyniosła jedynie drobne modyfikacje w przedniej części nadwozia, tak druga z 1969 roku wiązała się z gruntownym przestylizowaniem pasa przedniego z charakterystycznym obudowaniem blachą podwójnych reflektorów. Ostatnia modernizacja z 1971 roku ponownie gruntownie odmieniła wygląd nadwozia, gdzie tym razem pojawiły się pojedyncze reflektory i duża atrapa chłodnicy.

### Chevelle SS
Druga generacja topowego Chevelle SS zyskała linię dachu nawiązującą do fastbacków. Wersja zamknięta występowała jako coupé lub hardtop coupé. Początkowo paleta jednostek napędowyc była taka sama jak w przypadku poprzednika. Z czasem dodano równieżsilnik COPO 427 V8 o mocy 425 KM.
W 1971 roku ofertę poszerzyły z kolei silniki L34 402 V8 (350, 375 KM), LS5 454 V8 (360 KM) i LS6 454 V8 (450 KM). Ten ostatni był najmocniejszym seryjnie produkowanym Chevroletem Chevelle SS. W 1972 roku zmianie ponownie uległa paleta oferowanych silników. Ze względu na kryzys paliwowy rozpoczęło się obniżanie ich mocy. W 1972 dostępne były: L65 350 V8 (165 KM), 350 V8 (175 KM), LS3 402 V8 (240 KM), LS5 454 V8 (270 KM).

### Silniki
- L6 3.8l Chevrolet
- L6 4.1l Chevrolet
- V8 5.0l Small-Block
- V8 5.4l Small-Block
- V8 5.7l Small-Block
- V8 6.5l Big-Block
- V8 6.6l Big-Block
- V8 7.0l Big-Block
- V8 7.4l Big-Block

## Trzecia generacja

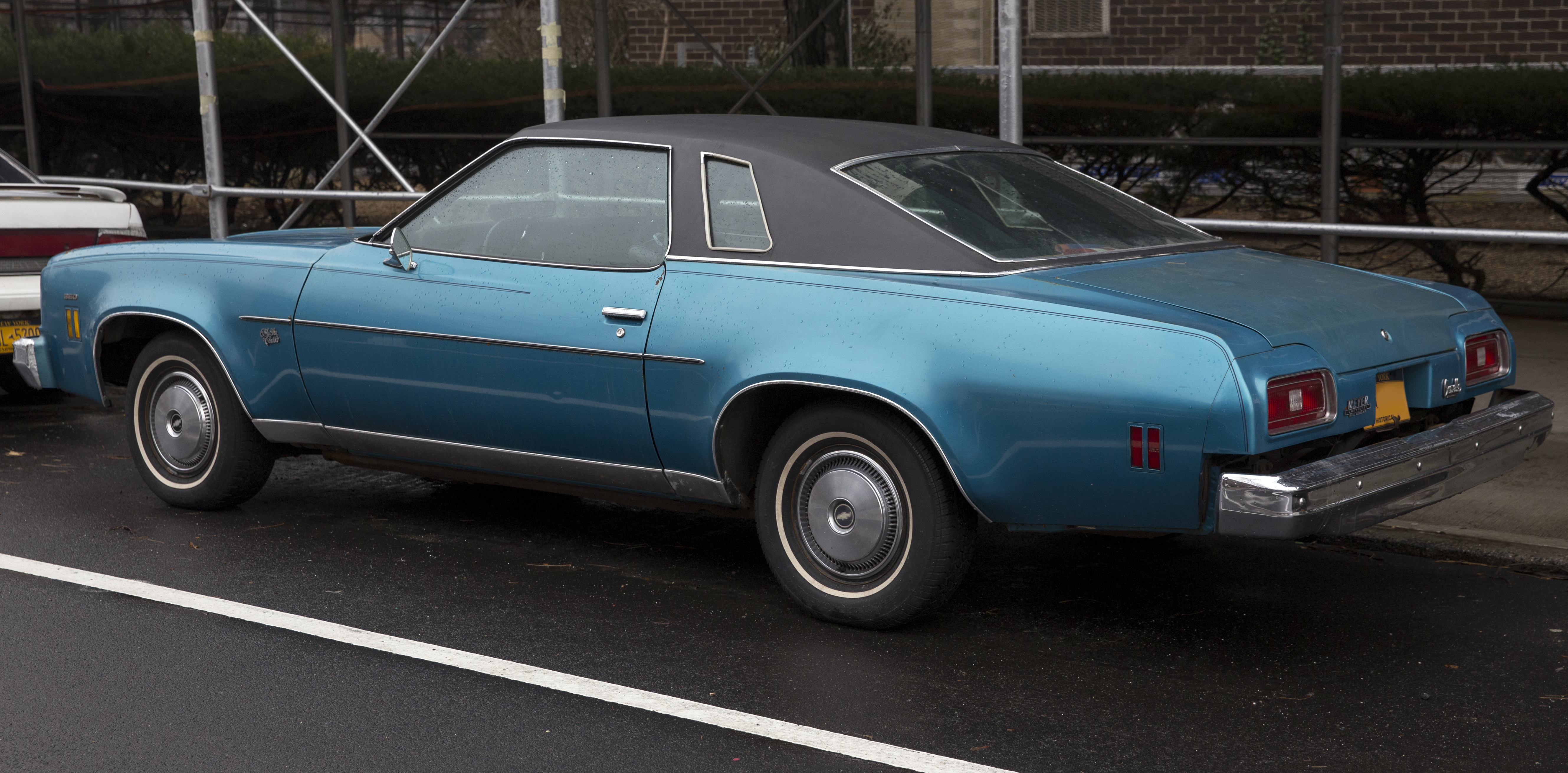
Chevrolet Chevelle III - tył

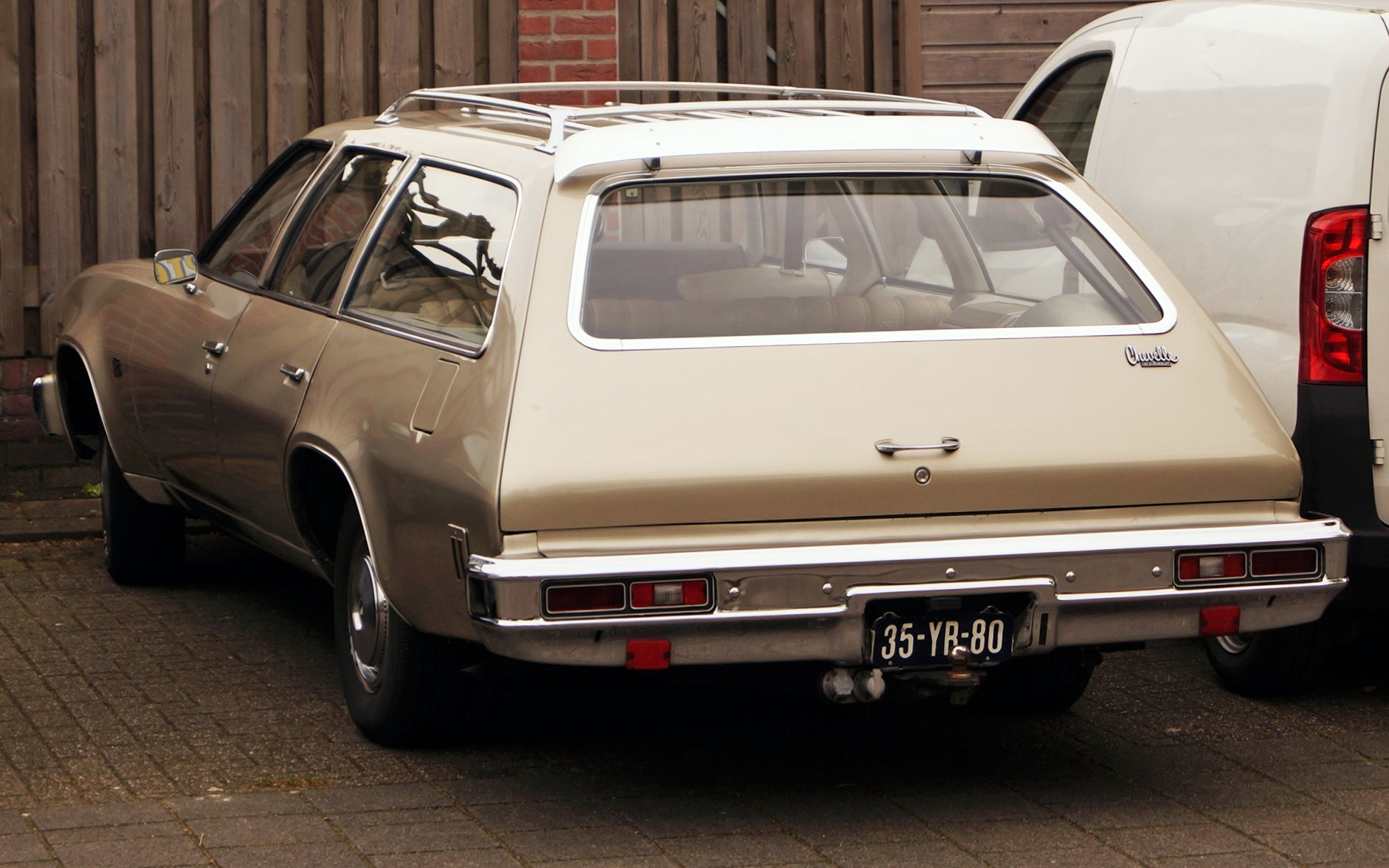
Chevrolet Chevelle III Kombi

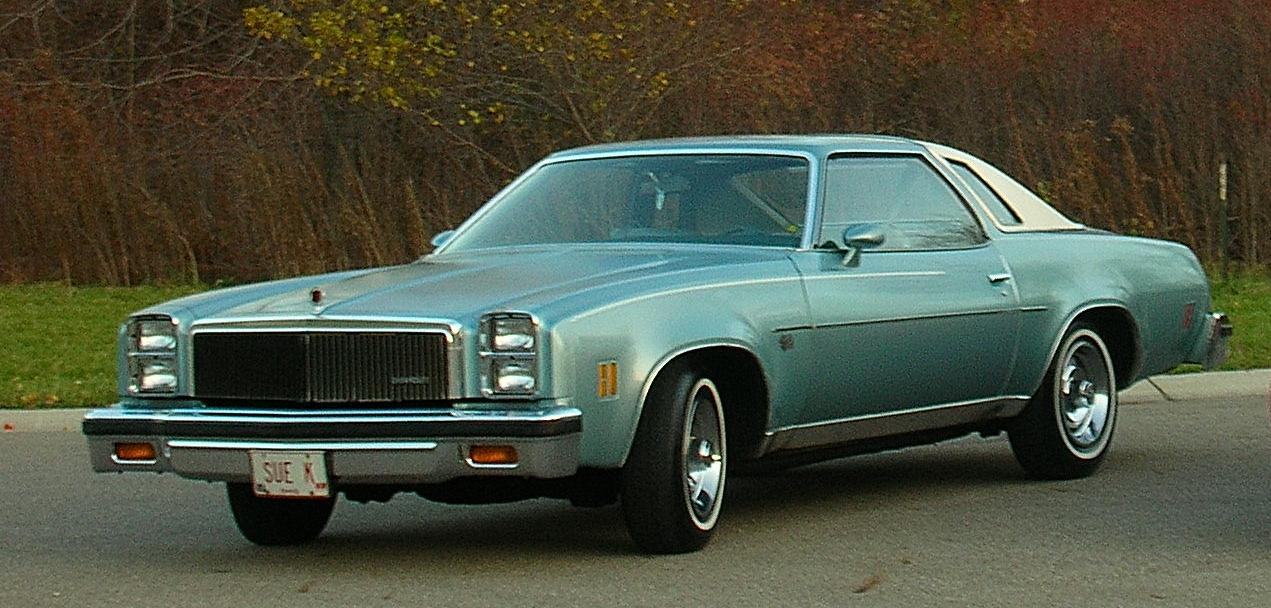
Chevrolet Chevelle III po liftingu

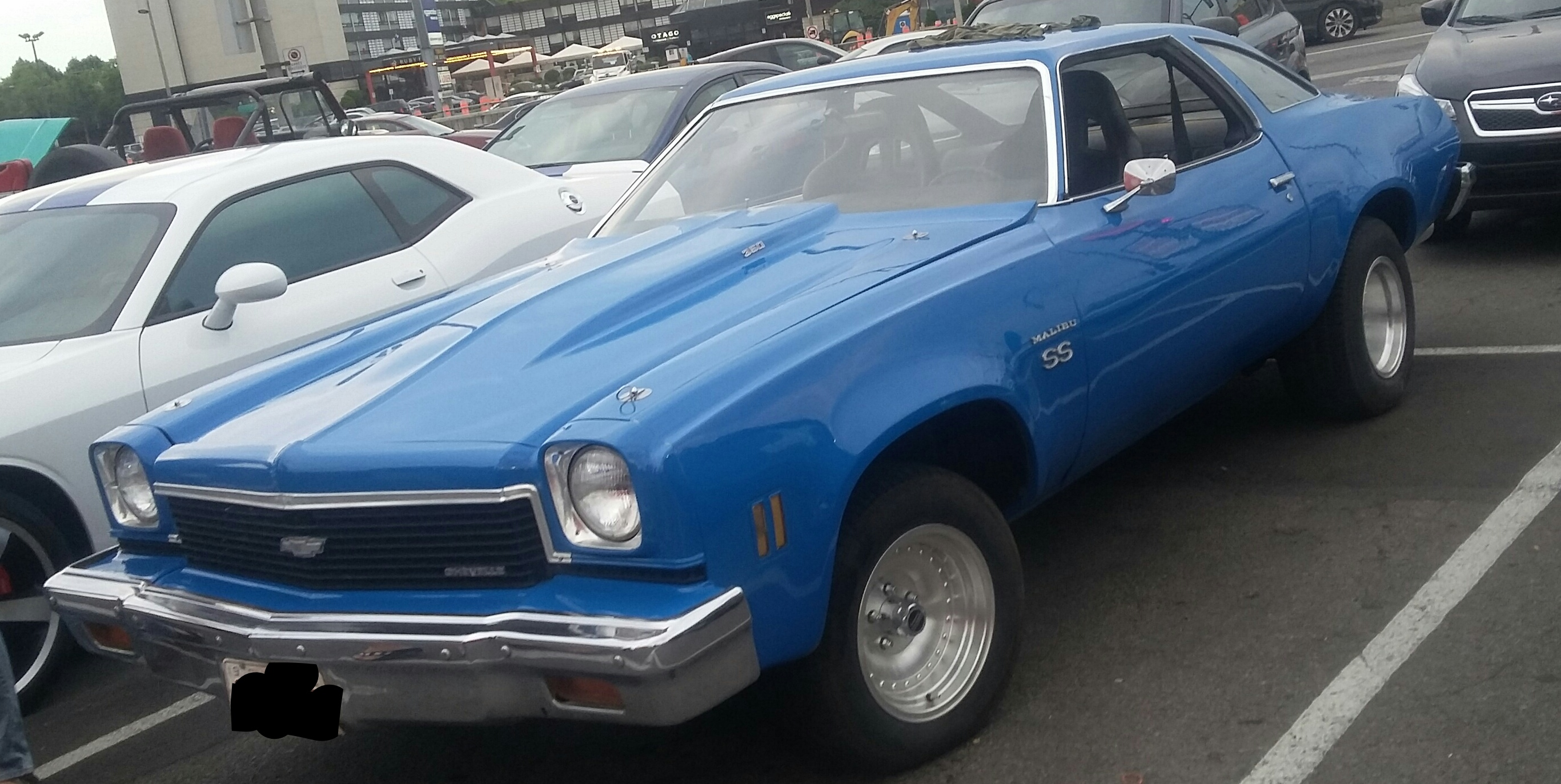
Chevrolet Chevelle SS III

Chevrolet Chevelle III został zaprezentowany po raz pierwszy w 1972 roku.
Trzecia i ostatnia generacja Chevelle przyniosła gruntowną restylizację nadwozia. Pojawiły się takie charakterystyczne elementy jak opadająca ku dołowi linia nadwozia i pozbawiona większych przetłoczeń karoseria, a także wyraźnie zaznaczona, uwypuklona maska i wysoko umieszczone reflektory wykraczające poza obrys nadwozia.

### Lifting
Podczas pięcioletniej obecności rynkowej Chevelle III Chevrolet nie zdecydował się na tak liczne restylizacje, jak w przypadku poprzednika. Największe zmiany pojazd przeszedł raz, w 1976 roku, kiedy to zmieniono kształt reflektorów i wypełnienie atrapy chłodnicy.

### Chevelle SS
W przypadku ostatniej, trzeciej generacji Chevelle ponownie jej paletę poszerzyła sportowa odmiana Chevelle SS. Do jego napędu użyto silników: L65 350 V8 (145 KM), L48 350 V8 (175 KM), 454 V8 (245 KM). Samochód wyróżniał się charakterystycznymi podwójnymi pasami biegnącymi przez nadwozie, a także nietypowymi rozwiązaniami jak np. obracany fotel kierowcy.

### Koniec produkcji i następca
Produkcja trzeciej generacji Chevelle zakończyła się w 1977 roku, po czym Chevrolet zdecydował się nadać nową nazwę następcy modelu - Malibu. Zaadaptowano ją od dotychczasowej wersji wyposażenia, jaką nosiły wszystkie wcielenia Chevelle.

### Silniki
- L6 4.1l Chevrolet
- V8 5.0l Small-Block
- V8 5.7l Small-Block
- V8 6.6l Small-Block
- V8 7.4l Big-Block